# Takuya Kawaguchi
Pour les articles homonymes, voir Kawaguchi (homonymie).
Takuya Kawaguchi (川口 卓哉, Kawaguchi Takuya) est un footballeur japonais né le 11 octobre 1978.